# Kongola
Kongola est une localité du Cameroun située dans la commune de Moutourwa, le département du Mayo-Kani et la Région de l'Extrême-Nord, au pied des monts Mandara, à proximité de la frontière avec le Tchad.

## Localisation
Kongola est localisé à 10° 18′ 40,4″ N, 14° 06′ 48,6″ E.